# Roklanský potok
Der Roklanský potok, auch Mlýnský potok (deutsch Rachelbach, Großer Müllerbach bzw. Großmüllerbach) ist ein Bach im Biosphärenreservat Šumava in Tschechien.
Der Bach entspringt am Nordwesthang des Plattenhausenriegels. Auf seinem Weg durchquert der Bach die Maderer Filze, den größten Hochmoorkomplex des Böhmerwaldes. Nach etwa 14 km vereinigt sich der Rachelbach bei Mader, der einzigen Siedlung am Bachverlauf, mit dem Maderbach zur Vydra.
Der Oberlauf bis zur Einmündung des Weitfällerbaches wurde früher Rachelbach genannt, der sich anschließende Mittellauf bis zur Mündung des Ahornbaches hieß Kleiner Müllerbach bzw. Kleinmüllerbach und Unterlauf bis Mader wurde als Großer Müllerbach bzw. Großmüllerbach bezeichnet.

## Zuflüsse
- Kamenný potok (Steinbach) (r)
- Rokytka (Weitfällerbach) (l)
- Novohuťský potok (Neuhüttenbach) (r)
- Studený potok (Schmidtbach) (r)
- Javořní potok (Ahornbach) (l), zwischen Javoří Pila und Rybárna
- Slatinný potok (Rechenbach) (r), oberhalb Modrava

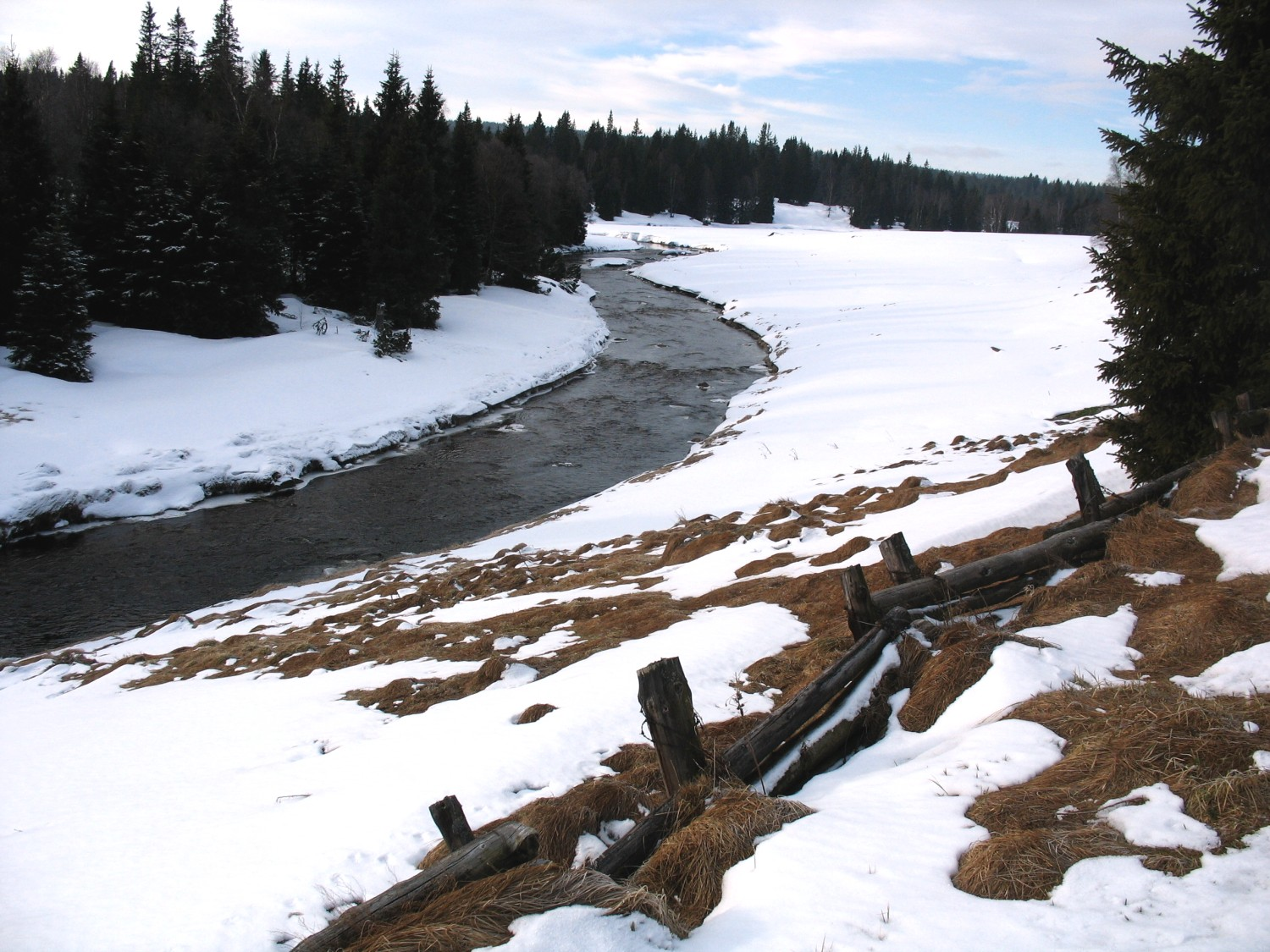
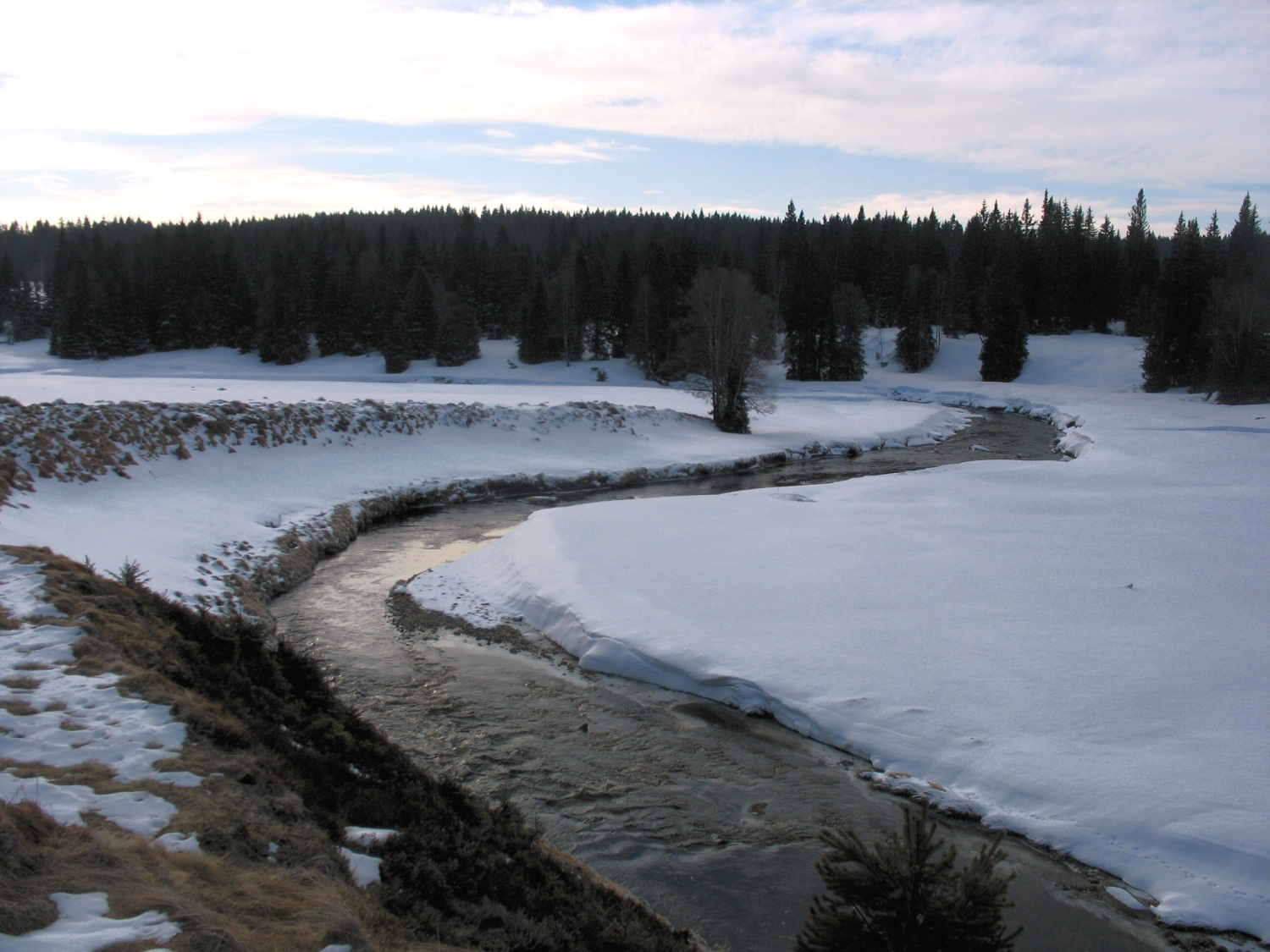